# ティアン・プレトリウス
ティアン・プレトリウス（Tiaan Pretorius、2001年2月19日 - ）は、南アフリカ共和国のラグビーユニオン選手。

## プロフィール
- 南アフリカ共和国・ステレンボッシュ出身[1]。
- ポジションはロック(LO)、ウィング(WTB)。
- 身長 182cm、体重 83kg
- 叔父のクワッガ・スミスもラグビー選手[2]。
- 7人制南アフリカ共和国代表に選ばれた。

## 略歴
2024年、2024パリ五輪の7人制南アフリカ共和国代表に選ばれて銅メダル獲得。